# Burnout (saga)
Burnout és una saga de videojocs desenvolupada per Criterion Games que proposa al jugador conduir vehicles potents a carretes i autopistes amb molt de trànsit. Burnout no és un simulador d'automòbil com Gran Turismo, però té una privilegia conducció arcade, el que significa que els encàrrecs són senzills i accessibles a un públic més ample. El tercer episodi de la sèrie titulat «Takedown» innova pels seus múltiples modes i la possibilitat d'influir en el trànsit de carretera. Burnout Revenge vol millorar el concepte del joc sense innovar realment i allunyant-se finalment del joc de carrera per proposar un videojoc de destrucció a la carretera.

## Llista de videojocs de la saga
Ordenats per ordre de llançament.
- 2001:  Burnout per PlayStation 2, Xbox i GameCube
- 2002: Burnout 2: Point of Impact per PlayStation 2, Xbox i GameCube
- 2004: Burnout 3: Takedown per PlayStation 2 i Xbox
- 2005: Burnout Revenge per PlayStation 2, Xbox i Xbox 360
- 2005: Burnout Legends per PlayStation Portable i Nintendo DS
- 2007: Burnout Dominator per PlayStation 2 i PlayStation Portable
- 2007: Burnout Paradise per PlayStation 3, Xbox 360 i PC